# Comic Sans
Comic Sans, ook wel Comic Sans MS, is een digitaal lettertype ontworpen door Vincent Connare en uitgebracht door Microsoft in 1994. Het werd ontworpen als een casual lettertype voor informele documenten, en is gebaseerd op de vaak handgeschreven lettering in tekstballonnen van stripverhalen.
Comic Sans werd snel een populair lettertype. Door het overmatige gebruik heeft het tegenstanders verzameld, en voor veel mensen een hoog clichégehalte ontwikkeld.

## Trivia
- De Nederlandse dj's Coen Swijnenberg en Sander Lantinga hebben zich ingezet voor het lettertype. Zo organiseerden ze op 1 juli 2009, 1 juli 2011, 6 juli 2012, 5 juli 2013 en 4 juli 2014 de De Nationale Comic Sans Dag[4] waarop iedereen werd opgeroepen om zo veel mogelijk in Comic Sans te werken.[5] Comic Sans-dag valt ieder jaar op de eerste vrĳdag van juli.
- De Australische ontwerper Craig Rozynski heeft een Comic Neue gemaakt.